# Raïon de Tchita
Le raïon de Tchita (en russe : Чити́нский райо́н, Tchitinski raïon) est une subdivision administrative (raïon) et une municipalité (raïon municipal) du kraï de Transbaïkalie en Russie. Son centre administratif est la ville de Tchita, l compte en tout 61 localités réparties dans 32 municipalités. La population du raïon s'élevait à 71 269 habitants en 2023.
La ville de Tchita fait partie administrativement du raïon, mais pas municipalement.  

## Géographie
Le raïon se situe dans le kraï de Transbaïkalie, un sujet, en tant que kraï, de la Russie, situé dans le district fédéral extrême-oriental,. Le raïon est limité à l'ouest par les raïons d'Ouliotovo et de Khilov, au sud par le raïon de Douldourga, à l'est par le raïon de Karym et au nord par la république de Bouriatie. La superficie du raïon est de 15 707,5 km2.
Le kraï de Transbaïkalie se situe en Sibérie orientale, dans la région montagneuse de Transbaïkalie. Le raïon se trouve dans le centre-ouest du kraï, et recouvre la dépression de la Tchitinka-Ingoda. La vallée est cernée au nord-ouest par les monts Iablonovy et au sud-est par les monts Tcherski. À l'ouest de la ville de Tchita, de l'autre côté des monts Iablonovy se trouve le système lacustre du Lac Arakhleï et des lacs Ivanovski.
Le climat du raïon est fortement continental. Le territoire est recouvert principalement par la taïga de mélèzes, et le territoire du bassin de l'Arakhleï est occupé par la steppe boisée. Le cours d'eau principal est la rivière Ingoda avec ses affluents Kroutchina, Olengouï et Tchita. 

## Histoire
Le raïon de Tchita a été créé en 1937.

## Politique et administration

### Statut
Le raïon est un des 31 raïons du kraï de Transbaïkalie, dans le district fédéral extrême-oriental. Il est un raïon municipal, et comporte ainsi plusieurs municipalités à l'intérieur de lui,.

### Élections
Le raïon dépend de la quarante-troisième (dite circonscription de Daourie) et de la quarante-quatrième circonscription (dite circonscription de Tchita) fédérale pour les élections législatives fédérales, depuis le dernier découpage électoral de 2015.

### Divisions
Le raïon compte 61 localités réparties en 23 municipalités.

### Localités
| №  | Localité                    | Nom russe              | Statut          | Population (Rec. 2021), | Municipalité                            |
| -- | --------------------------- | ---------------------- | --------------- | ----------------------- | --------------------------------------- |
| 1  | Tchita                      | Чита                   | ville           | 333 159 (2024)          | Okroug urbain de la ville de Tchita     |
| 2  | Avdeï                       | Авдей                  | village         | 141                     | Établissement rural de Chichkino        |
| 3  | Aleksandrovka               | Александровка          | village         | 1060                    | Établissement rural d'Aleksandrovka     |
| 4  | Amodovo                     | Амодово                | village         | 113                     | Établissement rural de Siviakovo        |
| 5  | Arakhleï                    | Арахлей                | village         | 675                     | Établissement rural d'Arakhleï          |
| 6  | Atamanovka                  | Атамановка             | commune urbaine | 11014                   | Établissement rural d'Atamanovka        |
| 7  | Beklemichevo                | Беклемишево            | village         | 1183                    | Établissement rural de Beklemichevo     |
| 8  | Beregovoï                   | Береговой              | possiolok       | 217                     | Établissement rural de Verkh-Tchita     |
| 9  | Bourguen                    | Бургень                | village         | 555                     | Établissement rural de Chichkino        |
| 10 | Verkh-Narym                 | Верх-Нарым             | village         | 205                     | Établissement rural d'Ielizabetino      |
| 11 | Verkhniaïa Karpovka         | Верхняя Карповка       | village         | 221                     | Établissement rural de Smolenka         |
| 12 | Verkh-Tchita                | Верх-Чита              | village         | 1585                    | Établissement rural de Verkh-Tchita     |
| 13 | Gongota                     | Гонгота                | possiolok-gare  | 75                      | Établissement rural de Sokhondo         |
| 14 | Dom Invalidov               | Дом Инвалидов          | possiolok       | 31                      | Établissement rural de Makkaveïevo      |
| 15 | Domna                       | Домна                  | village         | 6078                    | Établissement rural de Domna            |
| 16 | Domno-Klioutchi             | Домно-Ключи            | village         | 290                     | Établissement rural d'Ingoda            |
| 17 | Ielizabetino                | Елизаветино            | village         | 622                     | Établissement rural d'Ielizabetino      |
| 18 | Ieriomino                   | Ерёмино                | village         | 266                     | Établissement rural de Siviakovo        |
| 19 | Jypkivchtchina              | Жипковщина             | village         | 472                     | Établissement rural de Novaïa Kouka     |
| 20 | Zabaïkalski                 | Забайкальский          | possiolok       | 518                     | Établissement rural de Smolenka         |
| 21 | Zaretchnoïe                 | Заречное               | village         | 110                     | Établissement rural de Novaïa Kouka     |
| 22 | Zassopka                    | Засопка                | village         | 5504                    | Établissement rural de Zassopka         |
| 23 | Ivan-Ozero                  | Иван-Озеро             | village         | 129                     | Établissement rural d'Arakhleï          |
| 24 | Ilinka                      | Ильинка                | village         | 382                     | Établissement rural de Novotroïtsk      |
| 25 | Ingoda                      | Ингода                 | possiolok-gare  | 1035                    | Établissement rural d'Ingoda            |
| 26 | Irguen                      | Иргень                 | village         | 317                     | Établissement rural de Beklemichevo     |
| 27 | Kamenka                     | Каменка                | possiolok       | 12                      | Établissement rural d'Atamanovka        |
| 28 | Karpovka                    | Карповка               | village         | 800                     | Établissement rural de Smolenka         |
| 29 | Kolotchnoïe 1er             | Колочное 1-е           | village         | 25                      | Établissement rural de Kolotchnoïe      |
| 30 | Kolotchnoïe 2e              | Колочное 2-е           | village         | 740                     | Établissement rural de Kolotchnoïe      |
| 31 | Kouka                       | Кука                   | possiolok-gare  | 150                     | Établissement rural de Iablonovo        |
| 32 | Kouka                       | Кука                   | village         | 203                     | Établissement rural de Lesnoï           |
| 33 | Leninski                    | Ленинский              | possiolok       | 194                     | Établissement rural de Leninski         |
| 34 | Lesnaïa                     | Лесная                 | possiolok-gare  | 784                     | Établissement rural de Novaïa Kouka     |
| 35 | Lesnoï Gorodok              | Лесной Городок         | possiolok       | 771                     | Établissement rural de Lesnoï           |
| 36 | Lessooutchastok Verkh-Narym | Лесоучасток Верх-Нарым | localité        | 32                      | Établissement rural d'Ielizabetino      |
| 37 | Makkaveïevo                 | Маккавеево             | village         | 4991                    | Établissement rural de Makkaveïevo      |
| 38 | Moukhor-Kondouï             | Мухор-Кондуй           | village         | 14                      | Établissement rural de Verkh-Tchita     |
| 39 | Novaïa Kouka                | Новая Кука             | village         | 1692                    | Établissement rural de Novaïa Kouka     |
| 40 | Novoïe Siviakovo            | Новое Сивяково         | village         | 206                     | Établissement rural de Siviakovo        |
| 41 | Novokroutchinski            | Новокручининский       | commune urbaine | 8917                    | Établissement rural de Novokroutchinski |
| 42 | Novotroïtsk                 | Новотроицк             | village         | 708                     | Établissement rural de Novotroïtsk      |
| 43 | Olengouï                    | Оленгуй                | village         | 206                     | Établissement rural d'Olengouï          |
| 44 | Podvolok                    | Подволок               | village         | 131                     | Établissement rural de Chichkino        |
| 45 | Preobrajenka                | Преображенка           | village         | 148                     | Établissement rural d'Arakhleï          |
| 46 | Routcheïki                  | Ручейки                | possiolok       | 37                      | Établissement rural de Verkh-Tchita     |
| 47 | Siviakovo                   | Сивяково               | village         | 430                     | Établissement rural de Siviakovo        |
| 48 | Smolenka                    | Смоленка               | village         | 10429                   | Établissement rural de Smolenka         |
| 49 | Sokhondo                    | Сохондо                | village         | 872                     | Établissement rural de Sokhondo         |
| 50 | Staraïa Kouka               | Старая Кука            | village         | 308                     | Établissement rural de Novaïa Kouka     |
| 51 | Syptchegour                 | Сыпчегур               | village         | 167                     | Établissement rural d'Olengouï          |
| 52 | Tankha                      | Танха                  | village         | 281                     | Établissement rural de Novotroïtsk      |
| 53 | Tasseï                      | Тасей                  | village         | 99                      | Établissement rural d'Arakhleï          |
| 54 | Tourgoutouï                 | Тургутуй               | village         | 4                       | Établissement rural de Sokhondo         |
| 55 | Ougdan                      | Угдан                  | village         | 2008                    | Établissement rural d'Ougdan            |
| 56 | Khvoïny                     | Хвойный                | possiolok       | 35                      | Établissement rural de Lesnoï           |
| 57 | Tchernovo                   | Черново                | village         | 276                     | Établissement rural de Kolotchnoïe      |
| 58 | Chakcha                     | Шакша                  | village         | 219                     | Établissement rural de Beklemichevo     |
| 59 | Chichkino                   | Шишкино                | village         | 1884                    | Établissement rural de Chichkino        |
| 60 | Iablonovo                   | Яблоново               | village         | 600                     | Établissement rural de Iablonovo        |
| 61 | Iagodny                     | Ягодный                | possiolok       | 280                     | Établissement rural de Sokhondo         |